# Pallanuoto Trieste
La Pallanuoto Trieste è una società di pallanuoto con sede a Trieste. Entrambe le squadre (maschile e femminile) disputano il campionato di Serie A1 e giocano le loro gare nel Polo Natatorio "Bruno Bianchi".

## Storia

### Settore maschile
La Pallanuoto Trieste nasce nel 2003 dalla fusione delle sezioni pallanuoto di due società, l'US Triestina Nuoto (campione d'Italia nel 1929) e l'AS Edera Trieste, con l'obiettivo di creare un'unica realtà in grado di riportare una pallanuoto di livello a Trieste.
Nel 2004 la squadra, guidata dal tecnico Franco Pino, centra la promozione in Serie C. L'anno successivo la squadra viene affidata all'ungherese János Varga, che tuttavia non riesce ad ottenere la promozione in Serie B. Nel 2006 la squadra, affidata a Ugo Marinelli, centra la promozione in Serie B (la terza serie nazionale) e dopo due sole stagioni ottiene la promozione in Serie A2, grazie al 2º posto in campionato. Erano sedici anni che una squadra triestina non partecipava a livelli così alti nella pallanuoto nazionale. 
Le prime due stagioni in Serie A2 si rivelano difficili, ma in entrambe le occasioni la squadra riesce ad evitare la retrocessione. Nel corso della stagione 2010-2011 la Pallanuoto Trieste inizia ad affermarsi nelle zone alte della classifica del secondo campionato nazionale, perdendo solo contro Catania nella semifinale playoff. Trieste si ripete nel 2011-12, perdendo ancora in semifinale, stavolta contro la Lazio: gli alabardati riescono a sconfiggere i capitolini in gara-1 in casa, per poi perdere le due partite in terra romana.
Dopo altre due stagioni di alto livello in A2 (dove però la squadra di ferma sempre alle semifinali play-off) finalmente Trieste nella stagione 2014-2015, guidata da Stefano Piccardo, riesce ad ottenere la sua prima storica promozione in Serie A1, concludendo il girone Nord al primo posto con ventuno vittorie su ventidue incontri, e vincendo semifinale e finale play-off rispettivamente contro Catania e Ortigia. Da allora, con la guida tecnica (fino al 2024) di Daniele Bettini, è una presenza stabile nel massimo campionato nazionale; nel 2023 ha raggiunto il suo primo importante risultato a livello internazionale, arrivando fino alle semifinali di Euro Cup. 
Nella stagione 2024-2025 si qualifica per le semifinali scudetto, venendo eliminato dall'AN Brescia.

### Sezione femminile
Nel 2008 la squadra femminile (le cui giocatrici sono soprannominate le orche) vincono il campionato di Serie B, venendo promosse in Serie A2. In qualità di matricole, le pallanuotiste alabardate ottengono un ottimo 4º posto nella Serie A2 2008-2009, sfiorando i play-off promozione. Per altre due stagioni la squadra sfiora gli spareggi: nel 2012 invece ottiene l'obiettivo, concludendo al 2º posto in classifica, ma viene eliminata da Prato. Alla fine del campionato la squadra viene sciolta per carenze nel vivaio.
Nella stagione 2013-2014 la squadra viene rifondata ed iscritta al campionato di Serie B. Nel 2014-2015 la formazione, guidata da Ilaria Colautti e formata per lo più da ragazze della categoria U17, sfiora la promozione in Serie A2, venendo fermata ai play-off dopo aver vinto il girone Triveneto. Durante la stagione 2015-2016 le orchette riescono ad accedere nuovamente alla fase dei play-off e, inserite nel gruppo A con AN Brescia, Firenze Pallanuoto e Pallanuoto Tolentino, riescono a centrare la promozione. Dopo tre stagioni nella seconda categoria nazionale, nel 2019 la formazione giuliana riesce ad ottenere la promozione in massima serie. Nel corso della stagione 2023-2024 la squadra ha raggiunto invece la sua prima finale internazionale, quella di LEN Euro Cup, venendo tuttavia sconfitta dalle connazionali della Plebiscito Padova. Nella stagione 2024-2025 è nuovamente finalista nella LEN Euro Cup, dove è sconfitta dalle olandesi del De Zaan.

## Rosa maschile 2025-2026
| N° |                        | Ruolo | Giocatore            |
| -- | ---------------------- | ----- | -------------------- |
|    | Italia (bandiera)      | P     | Paolo Oliva          |
|    | Italia (bandiera)      | P     | Costantino Cattarini |
|    | Montenegro (bandiera)  | P     | Dejan Lazović        |
|    | Paesi Bassi (bandiera) | D     | Flemming Kastrop     |
|    | Italia (bandiera)      | D     | Danjel Podgornik     |
|    | Italia (bandiera)      | A     | Ray Petronio         |
|    | Italia (bandiera)      | A     | Andrea Razzi         |
|    | Ungheria (bandiera)    | A     | Tamás Sedlmayer      |

| N° |                       | Ruolo | Giocatore          |
| -- | --------------------- | ----- | ------------------ |
|    | Italia (bandiera)     | A     | Michele Mezzarobba |
|    | Italia (bandiera)     | A     | Edoardo Manzi      |
|    | Italia (bandiera)     | A     | Federico Fumo      |
|    | Italia (bandiera)     | A     | Nikola Pavic       |
|    | Montenegro (bandiera) | A     | Vuk Drašković      |
|    | Italia (bandiera)     | A     | Pietro Faraglia    |
|    | Italia (bandiera)     | CB    | Luca Marziali      |
|    | Italia (bandiera)     | CV    | Riccardo Liprandi  |

| Allenatore: | Maurizio Mirarchi |

## Rosa femminile 2025-2026
| N° |                   | Ruolo | Giocatore           |
| -- | ----------------- | ----- | ------------------- |
|    | Italia (bandiera) | P     | Rebecca Apollonio   |
|    | Italia (bandiera) | P     | Fabiana Sparano     |
|    | Italia (bandiera) | D     | Veronica Gant       |
|    | Italia (bandiera) | D     | Francesca Colletta  |
|    | Italia (bandiera) | A     | Arianna Gragnolati  |
|    | Italia (bandiera) | A     | Guya Zizza          |
|    | Italia (bandiera) | A     | Lucrezia Lys Cergol |
|    | Italia (bandiera) | A     | Emma De March       |
|    | Italia (bandiera) | A     | Giorgia Klatowski   |

| N° |                   | Ruolo | Giocatore                |
| -- | ----------------- | ----- | ------------------------ |
|    | Spagna (bandiera) | A     | Gabriella Matafora-Adams |
|    | Italia (bandiera) | A     | Giulia Nappi             |
|    | Italia (bandiera) | A     | Anna Zoch                |
|    | Italia (bandiera) | A     | Grace Marussi            |
|    | Russia (bandiera) | CB    | Vera Koptseva            |
|    | Italia (bandiera) | CB    | Giusy Citino             |
|    | Italia (bandiera) | CB    | Sara Cordovani           |
|    | Italia (bandiera) | CB    | Giulia Petrucci          |
|    | Italia (bandiera) | CB    | Martina Potrillo         |

| Allenatore: | Paolo Zizza |

## Palmarès

### Settore maschile

#### Trofei giovanili
- Campionato italiano Allievi B: 1

2025

### Settore femminile

#### Trofei giovanili
- Campionato italiano femminile U-15: 1

2016

#### Finali disputate
- LEN Euro Cup

2023-24, 2024-25